# Сейсен Мухаммеджан Муратули
Мухаммеджан Муратули Сейсен (каз. Мұхаммеджан Мұратұлы Сейсен, нар. 14 лютого 1999, Тараз) — казахський футболіст, воротар клубу «Астана» та національної збірної Казахстану. Виступав також за клуби «Тараз» і «Ордабаси». Чемпіон Казахстану.

## Клубна кар'єра
У професійному футболі Мухаммеджан Сейсен дебютував 2018 року виступами за команду «Тараз», в якій грав до 2022 року, взявши участь у 83 матчах чемпіонату, та став у складі «Тараза» основним голкіпером команди. Протягом 2023 року Сейсен захищав ворота клубу «Ордабаси», та став у складі команди чемпіоном Казахстану. З 2024 року футболіст грає у складі клубу «Астана».

## Виступи за збірні
Протягом 2018—2020 років Мухаммеджан Сейсен грав у складі молодіжної збірної Казахстану. На молодіжному рівні зіграв у 9 офіційних матчах, пропустив 20 голів.
У 2021 році Сейсен провів свій єдиний матч у складі національної збірної Казахстану.

## Титули і досягнення
- Чемпіон Казахстану (1):

«Ордабаси»: 2023